# Barrage de Daguangba
 (juillet 2025).
Le barrage de Daguangba est un barrage situé sur l'île de Hainan en Chine sur la rivière Changhua. Il est associé à une centrale hydroélectrique de 240 MW. Il est le plus important barrage de l'île de Hainan. Il a été construit entre 1990 et 1995. Sa finalité est liée tant à la production hydroélectrique, qu'à la constitution de réserve en eau notamment pour l'agriculture.
Le barrage de Daguangba contribue ainsi de manière significative à la sécurité énergétique et à l'approvisionnement en eau de l'île de Hainan, jouant un rôle crucial dans le développement durable de la région.